# Китай-город

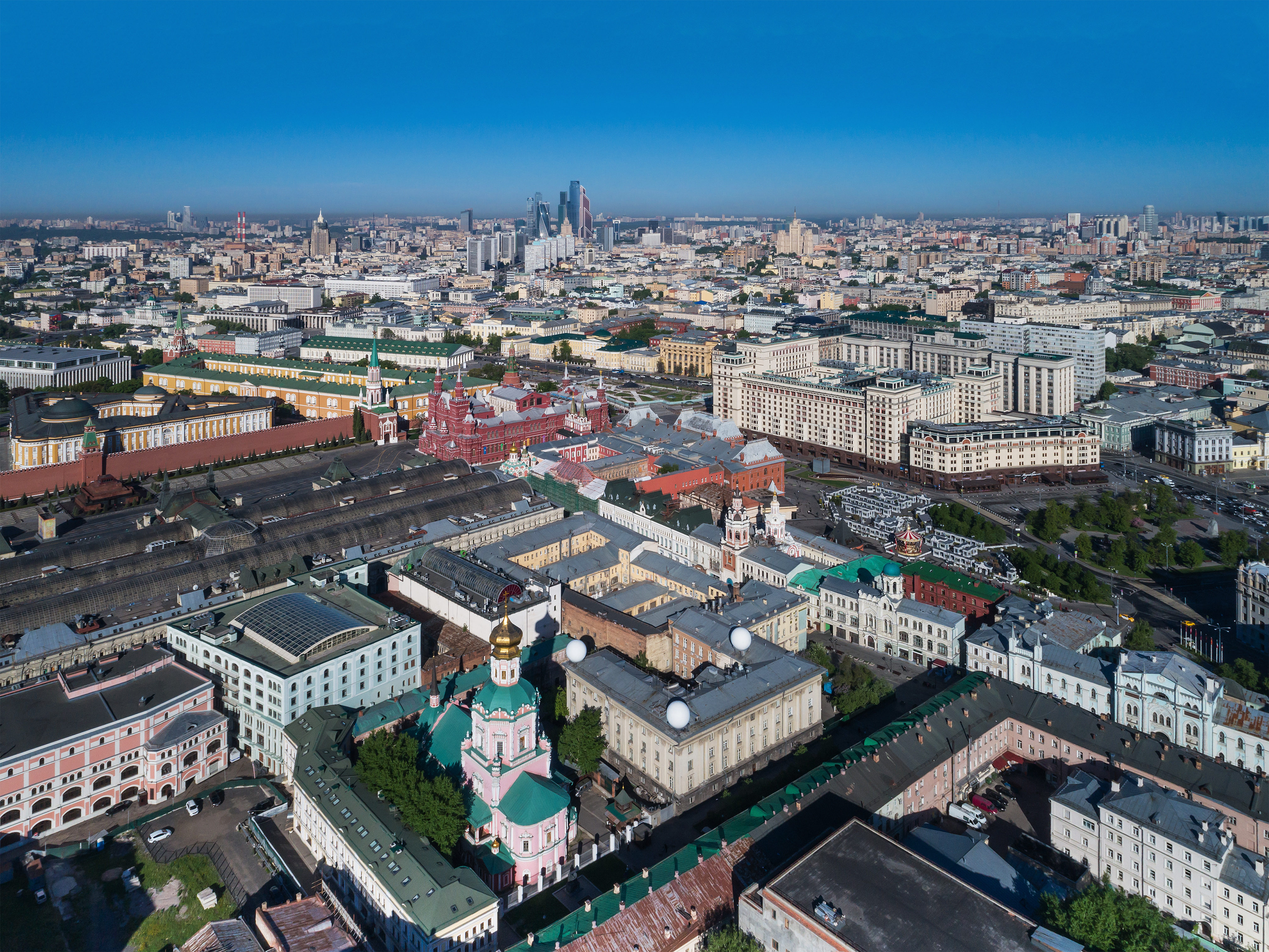
Современный вид с воздуха, на переднем плане — Богоявленский монастырь

Кита́й-го́род — исторический район Москвы внутри Китайгородской крепостной стены, пристроенной в 1538 году к угловым башням Московского Кремля: Беклемишевской и Арсенальной. После разрушений в XIX—XX веках сохранились лишь небольшие участки древней стены Китай-города.
Китай-город начинается от Красной площади, граничит на севере с Охотным Рядом, Театральной площадью и Театральным проездом, на востоке с Лубянской и Старой площадями, на юге с Москвой-рекой.
Территория Китай-города входит в состав Тверского района. В настоящее время это административный, культурный и деловой центр Москвы. Включает в себя улицы: Никольская, Ильинка, Варварка, а также район Зарядья. До 1991 года территория входила в Хамовнический, Таганский и Басманный районы.
После переименования станции метро «Площадь Ногина» в «Китай-город» в 1990 году, соседние кварталы Белого города иногда ошибочно именуют Китай-городом. В действительности единственной станцией метро в пределах исторического Китай-города является «Площадь Революции».

## Происхождение названия
Название района происходит от старого слова «ки́та», то есть вязка жердей, которые применялись при постройке укреплений. Согласно «Словарю русского языка XI—XVII вв.», слово «кита» означает нечто плетёное, связанное в пучок, в косу.
Существуют также версии, что название произошло от итальянского слова città (полностью cittadella — цитадель, укрепление) или тюркского катай — город, крепость. Также приводится версия о том, что ранее эта часть города называлась Новым или Другим городом, и с конца XVI века приобрело название Средний или Китай-город, так как татарское слово «Китай» означает средний.
Русский писатель-журналист Владимир Гиляровский в своей книге «Москва и москвичи», а также ряд историков указывают на происхождение названия от Китай-городка на Подолии, название было, возможно, использовано для обозначения части города Москвы матерью Ивана Грозного Еленой Глинской в качестве отсылки к своей родине. Также Китай-городом в позднейшие времена называли посадскую часть города Пронска, что может быть связано с переделкой местной крепости тем же зодчим, что строил и московский Китай-город — Петроком Малым.
Иван Кондратьев привёл ещё одну версию происхождения названия, а именно что данный участок города ранее назывался Китаем, так как с этим названием в простонародье связывали всемирный рынок, и любая ткань иностранного изготовления называлась «китайкой» оттого, что Русь издавна имела торговые отношения с Китаем.

## Укрепления Китай-города

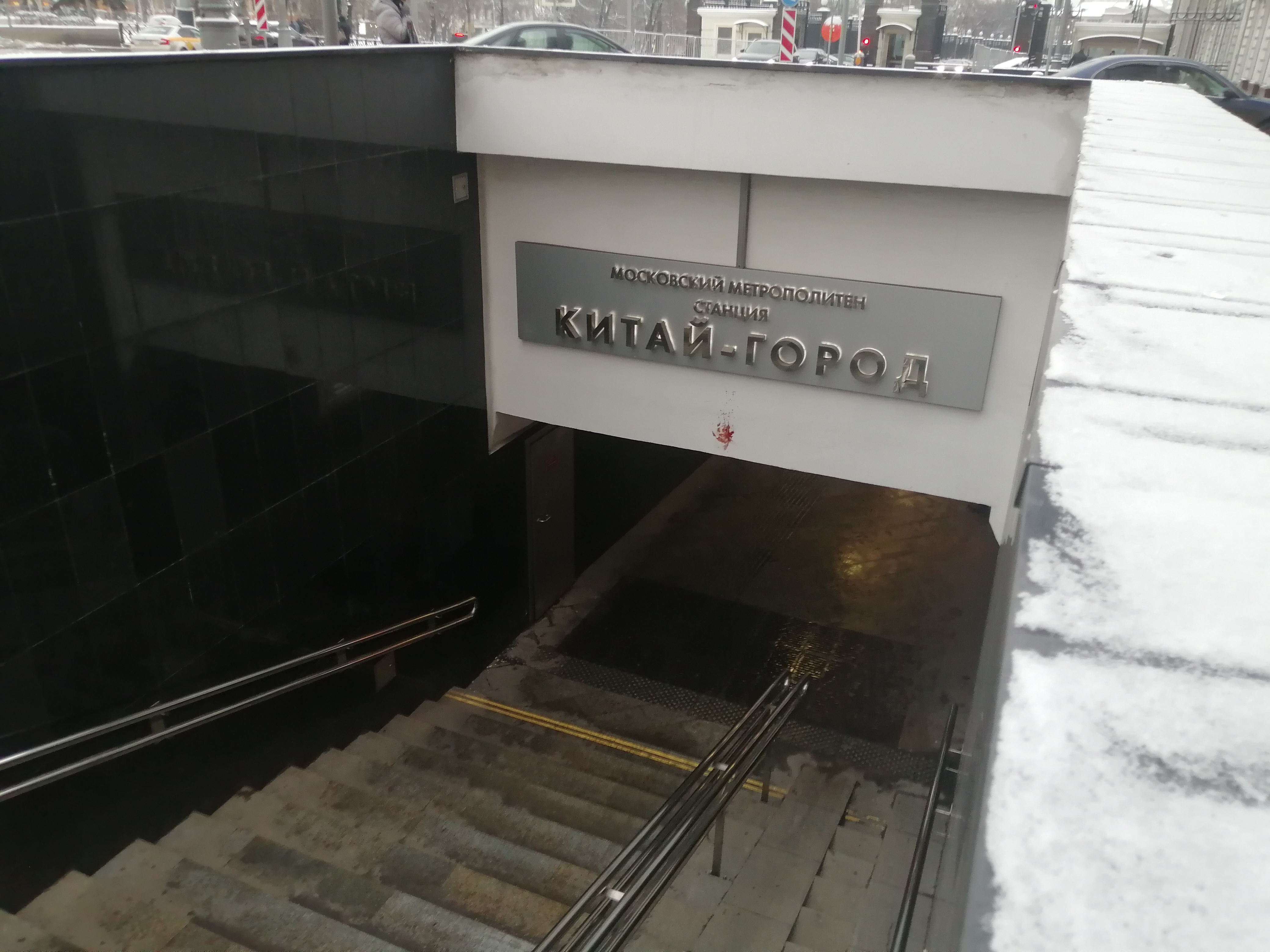
План Китай-города

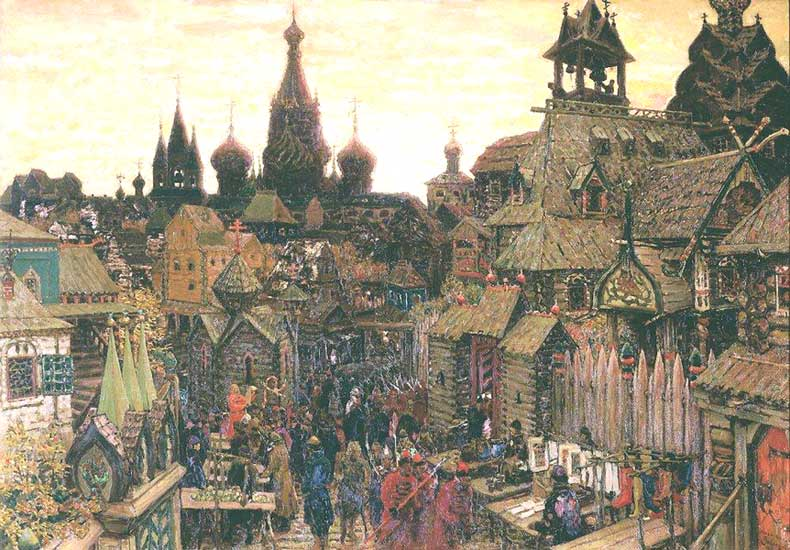
Аполлинарий Васнецов. Улица в Китай-городе. XVII век.

В 1394 году в ожидании нашествия Тамерлана вокруг посада стали спешно рыть ров по линии нынешнего Большого Черкасского-Владимирского-Псковского переулков. На протяжении более чем столетия он был единственной защитой посада. При Елене Глинской было принято решение построить каменные укрепления. Весной 1534 года был вырыт новый ров, защищавший уже большую площадь (закончен 20 мая), причём в работе участвовали все москвичи, кроме наиболее знатных и видных.
16 мая 1535 года состоялась торжественная закладка каменной стены, причём первые камни в фундамент заложил митрополит Даниил. Строительством стены руководил итальянец Петрок Малый Фрязин, который строил её по последнему слову тогдашней фортификационной науки, рассчитанной на развившуюся артиллерию, что особо бросается в глаза при сравнении с кремлёвскими укреплениями: стены Китай-города были ниже, но зато толще, с площадками, рассчитанными на орудийные лафеты.

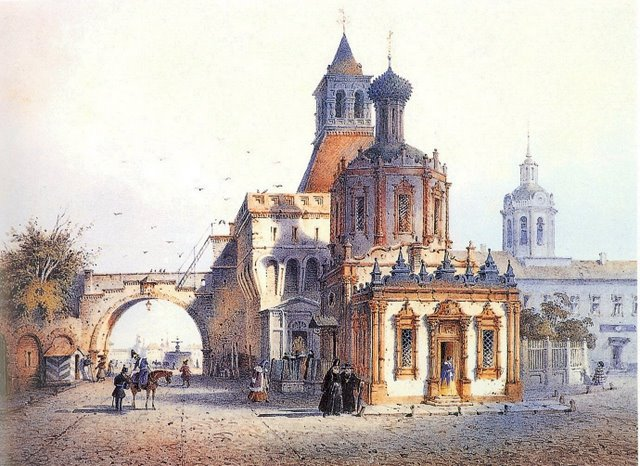
Никольские ворота и церковь Владимирской Богоматери. 1840-е гг.

Стена, законченная в 1538 году, имела длину 2567 м и 12 башен. Первоначально было устроено четверо ворот, носивших названия: Сретенские (с начала XVII века именовались Никольскими), Троицкие (заложены в конце XVII века), Всехсвятские (с XVII века — Варварские) и Космодемьянские (заложены уже к 1616 году). Ильинские ворота впервые упоминаются в 1583. В 1692 Никольские ворота были заложены в связи с постройкой рядом церкви в честь Владимирской иконы Богоматери; взамен в стене рядом с башней были пробиты ворота, получившие по церкви название Владимирские. Никольскими позже стали именоваться проломные ворота у Малого Черкасского переулка.
На Красной площади имелись двойные ворота — Спасские с юга и Воскресенские с севера. Последние были известны также как Иверские, по приделанной к ним часовне Иверской Божьей Матери (с 1669 г.).
В течение XVIII—XIX веков для удобства москвичей в стене, потерявшей былое оборонительное значение, были проломаны несколько ворот. Наиболее известны среди них Третьяковские. Участки стены, примыкающие к Кремлёвской стене, были снесены в начале XIX века.
Китайгородская стена была (кроме небольших участков) снесена в 1934 году. В настоящее время от древних укреплений остались только участки стены на площади Революции и вдоль Китайгородского проезда, а также фрагмент белокаменного фундамента Варварской башни в подземном переходе станции метро «Китай-город». В конце 1990-х годов Воскресенские ворота и отдельные участки стены в районе Театральной площади и Третьяковского проезда были воссозданы, хотя не совсем в том виде, который они имели до сноса.

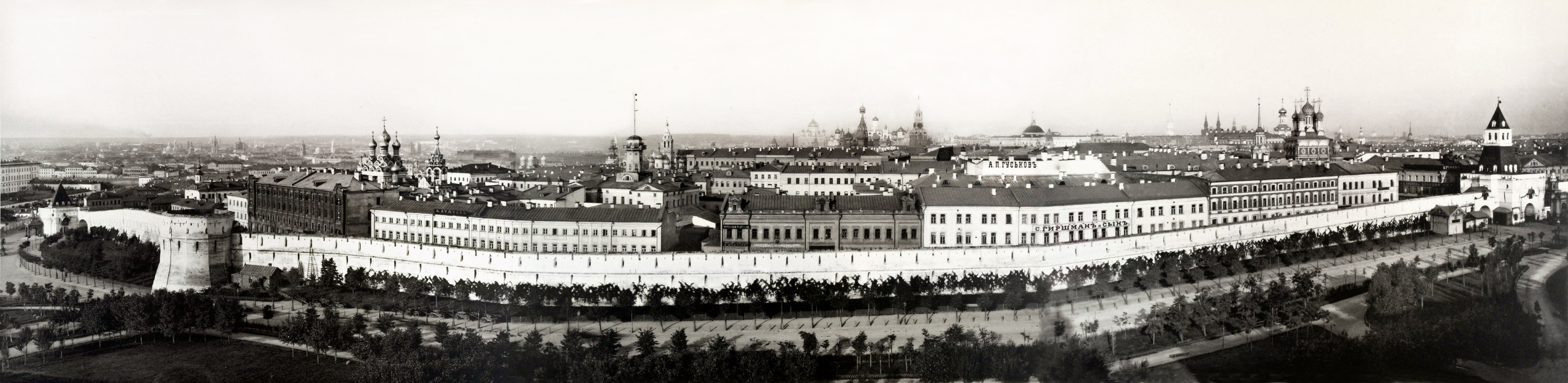
Панорама Китай-города, 1887 год. Вид (справа налево) от Ильинских ворот к Варварским. Между ними глухая Граненая (Многогранная) башня. За Ильинскими воротами видна церковь Николы Большой Крест, близ Граненой башни — церковь Троицы в Никитниках, правее — каланча Городской полицейской части

## История
Наряду с Кремлём Китай-город — древнейший район Москвы (особенно это касается Зарядья), известный изначально как Великий посад. Часть посада находилась на территории нынешнего Кремля, однако после расширения Кремля при Иване Калите и Дмитрии Донском была вытеснена оттуда, в результате чего посад разросся на восток почти на всю территорию нынешнего Китай-города.

В XVI веке с переселением знати из Кремля Китай-город стал все больше приобретать черты аристократического района, тогда как купцы перебрались в Замоскворечье, а ремесленники — в заливаемое водой и потому непривлекательное для знати Зарядье. Иван Грозный выселил из Китай-города бояр и дворян и велел там селиться купцам, но после его смерти, видимо, купцов вновь вытеснили бояре и дворяне, к которым в конце XVII века присоединились приказные из переведенных сюда из Кремля приказов. 

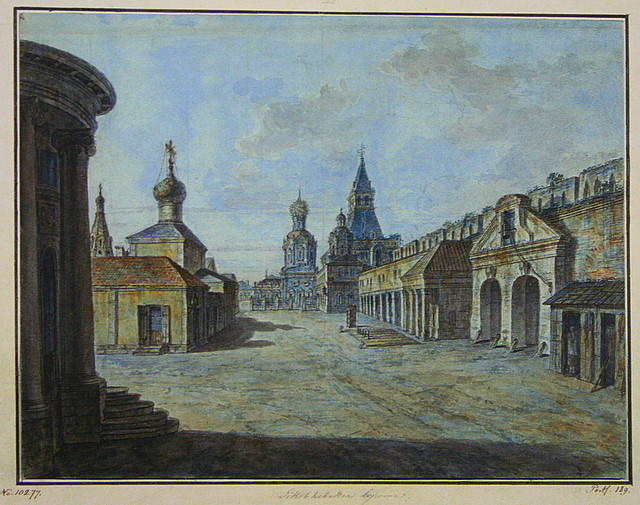
Новая площадь в XVIII в. Вид от Большого Черкасского переулка.

Перепись 1701 года показывает в Китай-городе 272 двора, из них 152 принадлежало духовенству, 54 — боярам и дворянам, 24 — дьякам, 6 — дворцовым служащим, 29 — торговцам, 6 — городским служащим и 1 — крепостному человеку. При этом средний размер двора составлял 1100 м². Однако, так как в Китай-городе находился центр московской торговли — Гостиный двор и Торговые ряды, то в XVIII — XIX веках он вновь приобрел характер купеческого района. В XIX веке это был район крупных оптовых торговцев; здесь была построена городская биржа, стали возникать банки и конторы; к началу XX века он приобрёл репутацию «московского Сити».
Здесь же в допетровские времена был центр русского книгопечатания (Печатный двор, в дальнейшем Синодальная типография на Никольской) и просвещения (школа Заиконоспасского монастыря, в дальнейшем Славяно-греко-латинская академия, там же); при Елизавете здесь же помещался университет (здание Земского приказа, на месте Исторического музея). В предреволюционные десятилетия на Никольской прославился ресторан «Славянский базар».
В советские времена Китай-город превращается в район, где были сосредоточены партийно-государственные учреждения, включая комплекс зданий ЦК КПСС (ныне администрация Президента). Осенью 2011 года вокруг этих зданий началась установка ограждения, что вызвало опасения «Архнадзора» и других активистов по поводу ограничения доступа к историческим памятникам Китай-города после окончания рабочего дня администрации в 17 часов. По мнению чиновников Федеральной службы охраны, ограждение «будет представлять собой некий символический отсыл к Китайгородской стене».

## Достопримечательности Китай-города

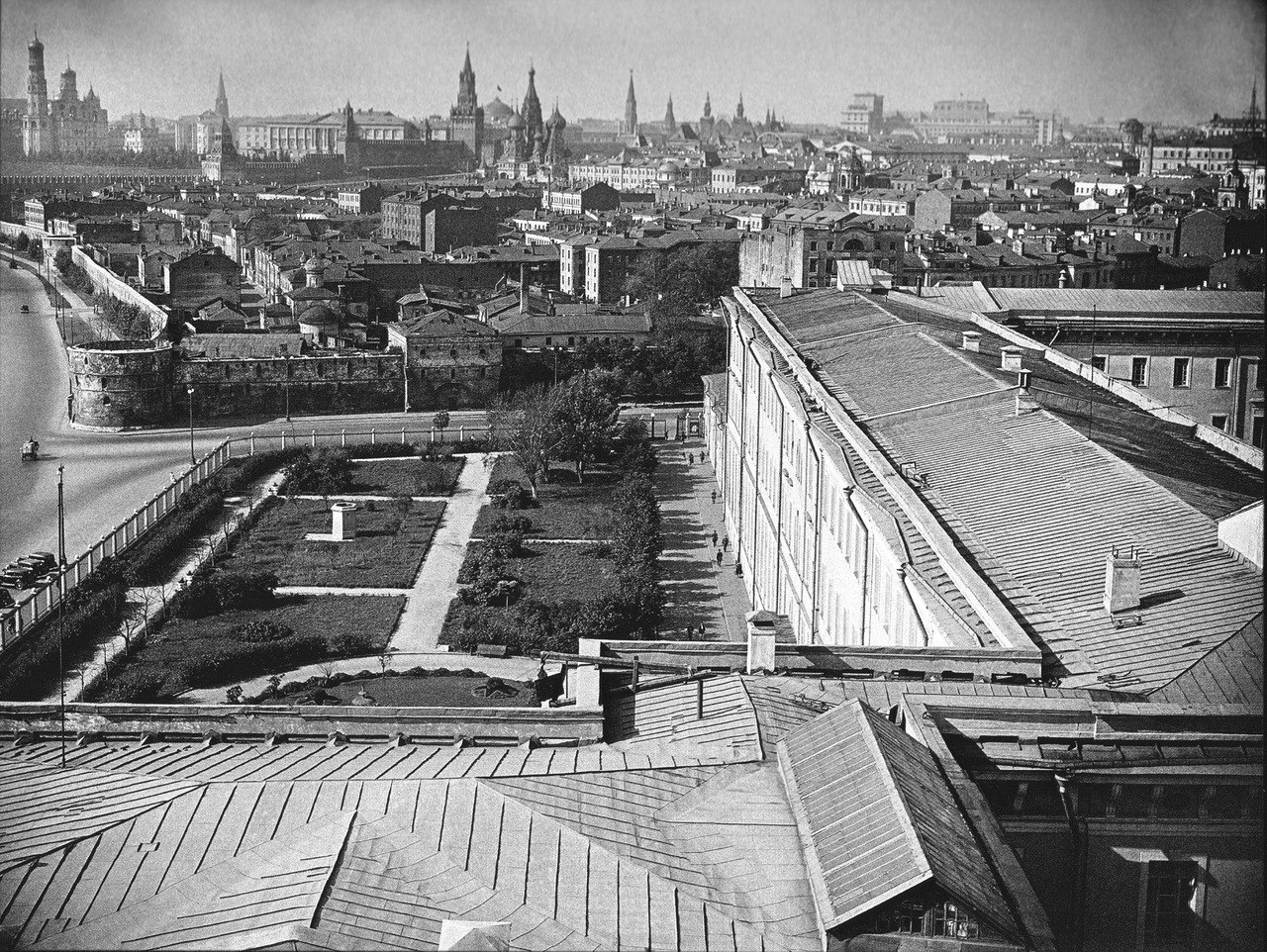
Космодемьянские ворота и участок стены Китай-города в Зарядье. Вид от Воспитательного дома. 1934 г.

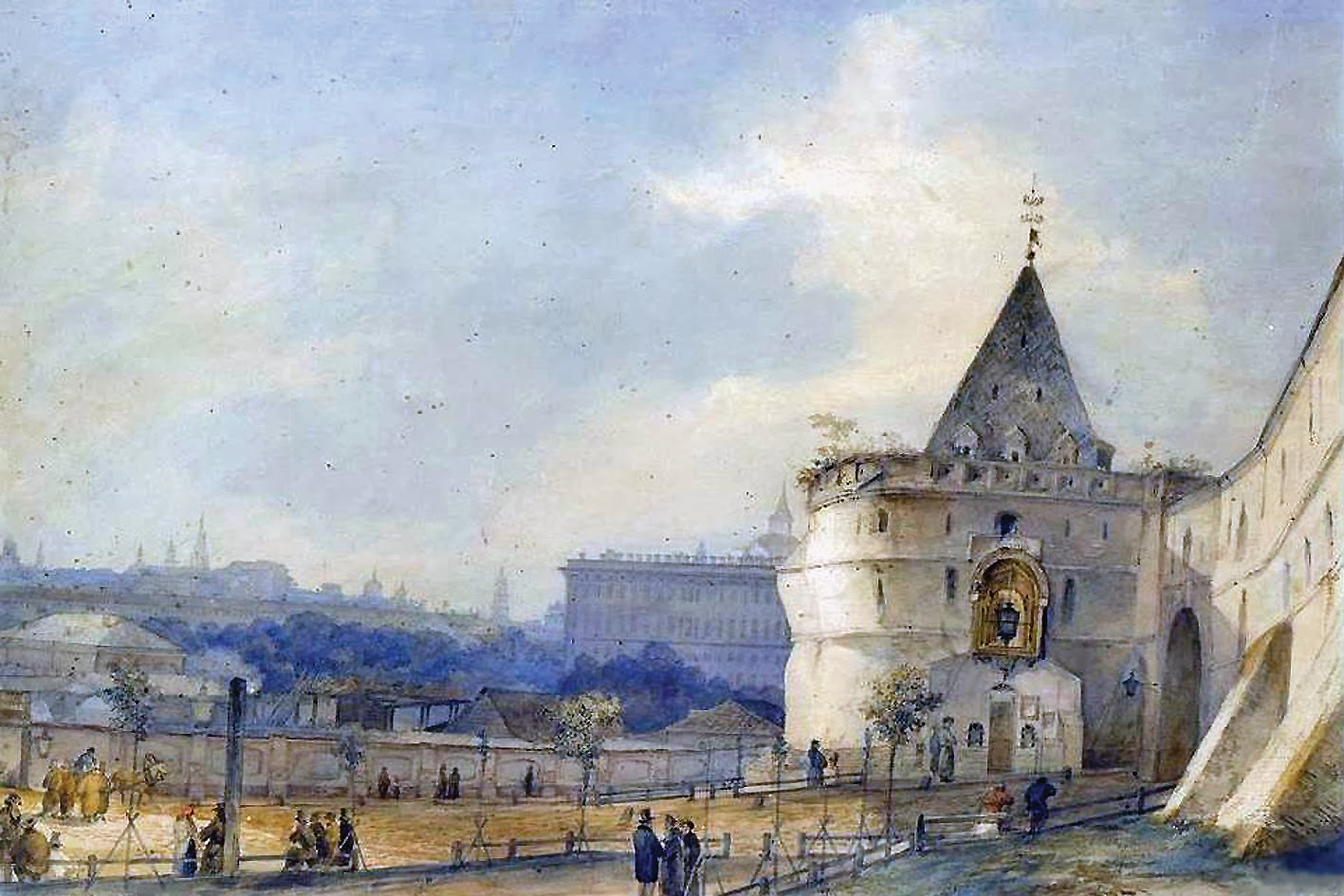
С. М. Воробьёв Варварские ворота
Китай-города.

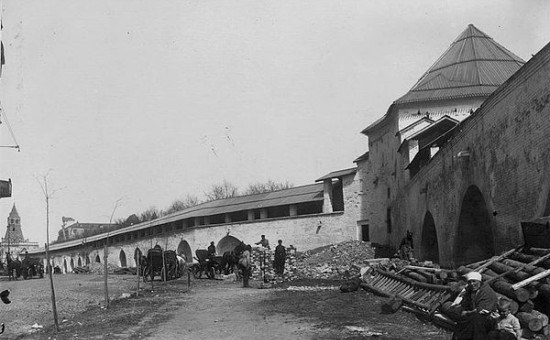
Репродукция из Московского исторического музея. Китай-город. 1932 г.

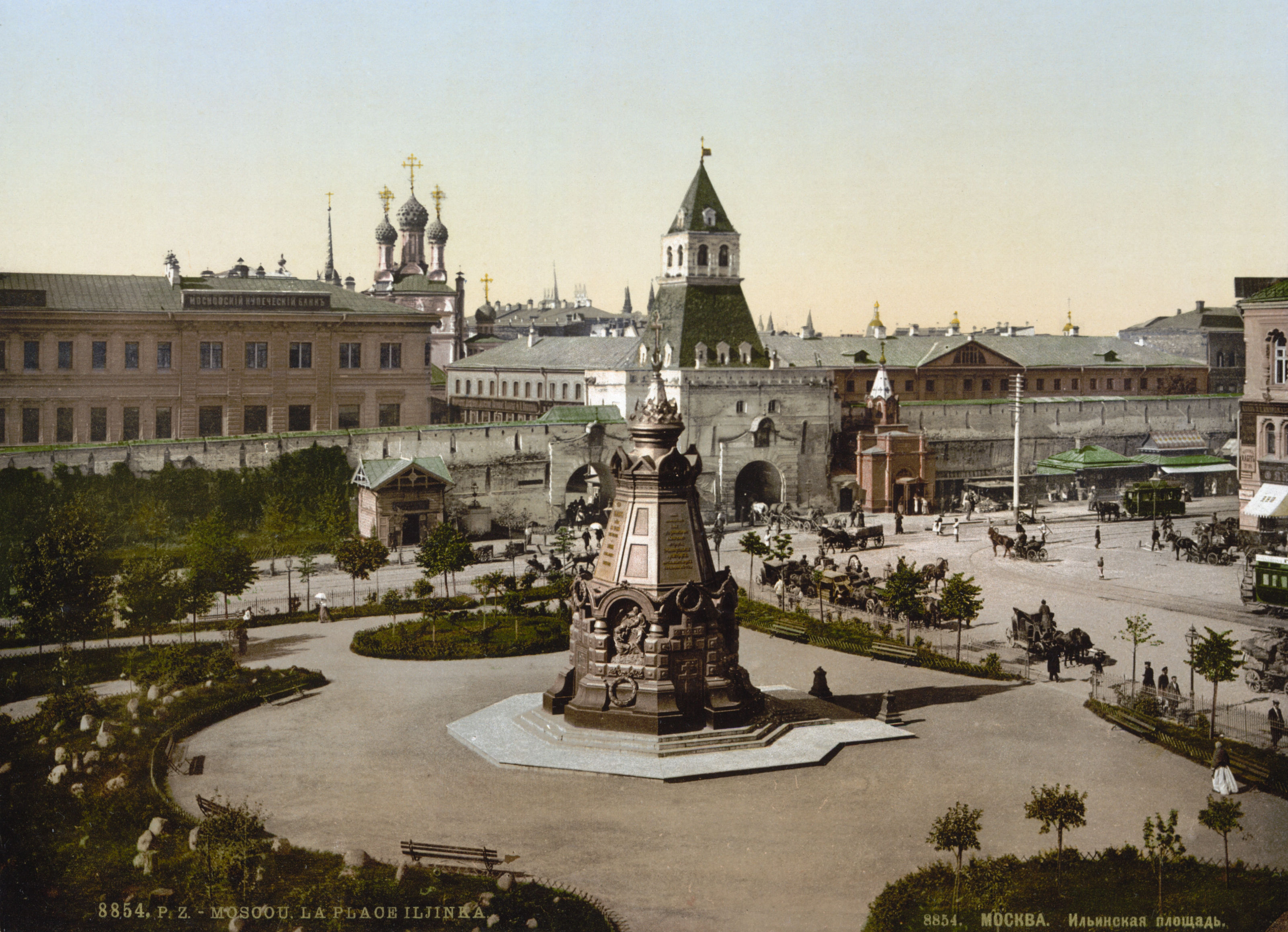
Ильинские ворота в начале XX века.

В пределах Китай-города находятся такие известные архитектурные и исторические памятники, как: храм Василия Блаженного, Воскресенские ворота, Гостиный двор, ГУМ, Средние торговые ряды, Казанский собор, церковь Троицы в Никитниках и др.

### Монастыри
- Знаменский (част. сохр.)
  - Собор Иконы Божией Матери Знамение в Знаменском монастыре
- Николо-Греческий (част. сохр.)
  - Собор Николая Чудотворца в Николаевском греческом монастыре (снесён в 1935 году)
  - Часовня Николая Чудотворца в Николаевском греческом монастыре
- Богоявленский (част. сохр.)
  - Собор Богоявленского монастыря
  - Афонская часовня Богоявленского монастыря (снесена в 1929 году)
- Церковь Спаса Нерукотворного Образа в Богоявленском монастыре (снесена в 1925 году)
- Заиконоспасский (сохр.)
  - Собор Спаса Нерукотворного Образа в Заиконоспасском монастыре

### Церкви, храмы и соборы
Храм Василия Блаженного входит в состав Центрального благочиния, все остальные православные храмы района входят в состав Иверского благочиния Московской городской епархии Русской православной церкви.
- Храм Василия Блаженного (Покровский собор)
- Церковь Зачатия Анны, что в Углу
- Церковь Апостола Иоанна Богослова под Вязом
- Церковь Владимирской Божией Матери у Владимирских ворот (снесена в 1934 году)
- Церковь Георгия Победоносца на Псковской горе
- Церковь Ильи Пророка на Новгородском подворье

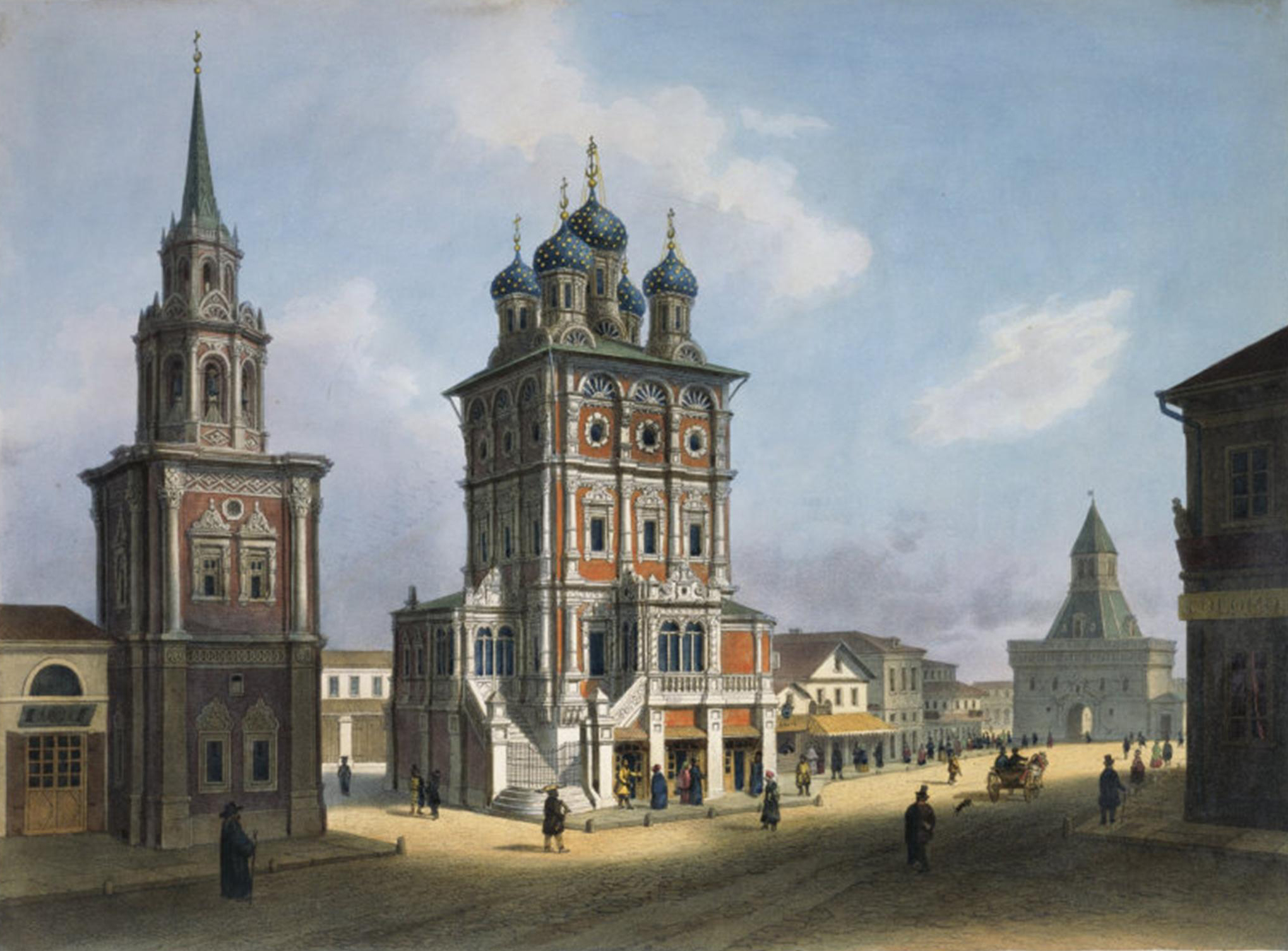
Церковь Николая Чудотворца «Большой Крест» — градостроительная доминанта дореволюционного Китай-города

- Церковь Ипатия Гангрского в Ипатьевском переулке (снесена в 1967 году)
- Церковь Космы и Дамиана в Старых Панех
- Церковь Максима Исповедника
- Церковь Николая Чудотворца «Красный звон»
- Церковь Николая Чудотворца «Большой Крест» (снесена в 1933 году)
- Церковь Николы Мокрого (снесена в 1930-е годы)
- Церковь Николая Чудотворца Москворецкого (снесена в 1929 году)
- Церковь Успения Пресвятой Богородицы на Чижевском подворье
- Церковь Варвары Великомученицы
- Церковь Троицы в Никитниках
- Церковь Троицы Живоначальной в Полях (снесена в 1934 году)
- Церковь Рождества Иоанна Предтечи у Варварских ворот
- Казанский собор (снесён в 1936, восстановлен в 1994—1996 годах)
- Церковь Введения во храм Пресвятой Богородицы «Златоверхая», что у Гостиного двора (продана на слом в 1790 г.)

## Часовни
- Часовня Владимирской Богоматери при Владимирской церкви у Владимирских ворот (снесена в 1934 году)
- Часовня Боголюбской иконы Божией Матери Варварских ворот (снесена в 1928 году)
- Иверская часовня у Иверских ворот (снесена в 1929 году, восстановлена в 1994—1996 годах)
- Часовня Пантелеймона Целителя у Владимирских ворот (снесена в 1934 году)
- Часовня преподобного Сергия Радонежского у Ильинских ворот (снесена в 1927 году)
- Часовня преподобного Сергия при церкви Троицы в Полях (снесена в 1934 году)
- Часовня Христа Спасителя близ Москворецких ворот (снесена в 1966 году)

## Улицы Китай-города
- Никольская
  - торговая улица;
  - дорога на Ярославль и Ростов;
  - с XVII века — аристократическая;

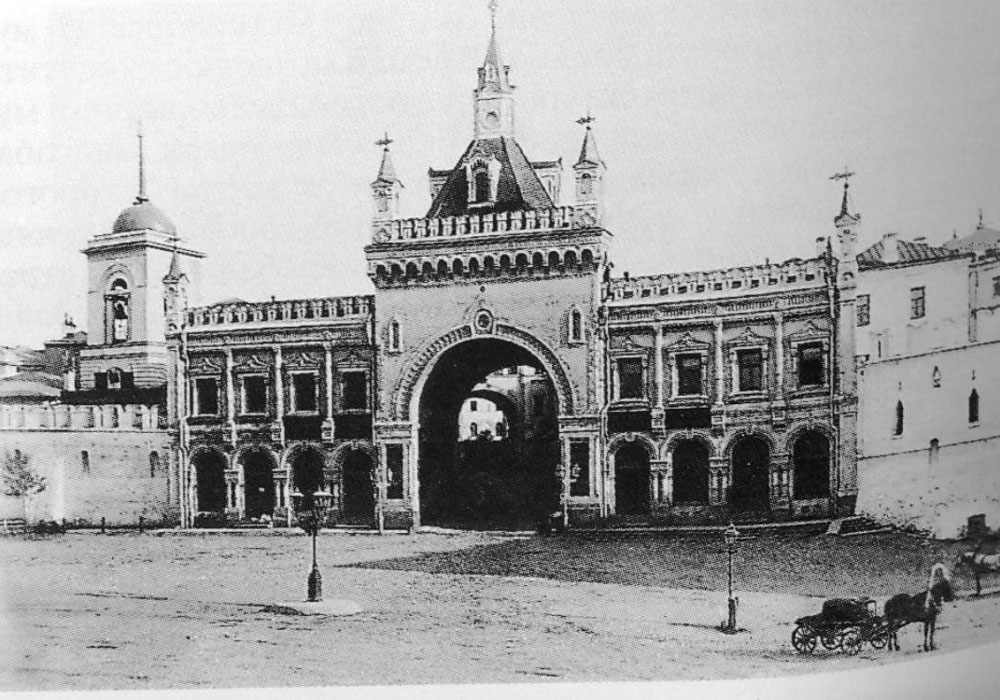
Третьяковский проезд, 1870-е гг.

  - название по Николо-Греческому монастырю;
  - ранее находился Государев Печатный двор, позднее — Синодальная типография.
- Ильинка
  - имела посольское значение;
  - стоял главный Посольский двор 1,5 тыс. человек;
  - торговали мехом, серебром, шелком;
  - названа по церкви Ильи Пророка;
  - в 1803 г. — строительство здания Гостиного Двора;
  - с XIX века — «Московский Сити»
  - самая богатая улица (банки, конторы);
  - крупные магазины;
  - 1879 год — здание Биржи;
  - Новотроицкий трактир.
- Варварка
  - существует с XIV века;
  - расположена в Зарядье;
  - названа по церкви Святой Варвары;
  - Палаты бояр Романовых.
- Великая, позднее — Мокринский переулок (не сохранилась)
  - находилась на месте Москворецкой набережной;

План Китай-городских торговых рядов на Красной площади, 1743 год

  - улица-порт;
  - Мытный двор;
  - церковь Николы Мокрого.

## Торговые ряды
На территории Китай-города находились торговые ряды, закрытые после того, как Москва перестала быть столицей, а слободы были упразднены.

## См. также

Составные части допетровской Москвы